# Jerzy Kwieciński
Jerzy Stanisław Kwieciński (ur. 16 października 1959 w Stalowej Woli) – polski inżynier, przedsiębiorca i urzędnik państwowy, doktor nauk technicznych.
W latach 2005–2008 podsekretarz stanu w Ministerstwie Rozwoju Regionalnego, w latach 2015–2018 sekretarz stanu w Ministerstwie Rozwoju. W latach 2018–2019 minister inwestycji i rozwoju, a w 2019 również minister finansów w rządzie Mateusza Morawieckiego, w 2020 prezes Polskiego Górnictwa Naftowego i Gazownictwa.

## Życiorys
Ukończył Liceum Ogólnokształcące im. Komisji Edukacji Narodowej w Stalowej Woli. Absolwent Wydziału Inżynierii Materiałowej Politechniki Warszawskiej. Na tym samym wydziale w 1991 uzyskał stopień doktora nauk technicznych w zakresie budowy i eksploatacji maszyn na podstawie pracy zatytułowanej Procesy zdrowienia na granicach ziarn w polikrystalicznym aluminium. Odbył także studia podyplomowe typu MBA.
Był pracownikiem naukowo-dydaktycznym Politechniki Warszawskiej. Od 1993 zatrudniony w Przedstawicielstwie Komisji Europejskiej w Polsce, w którym zajmował się programami finansowanymi z funduszy europejskich. W latach 2003–2005 był prezesem zarządu Europejskiego Centrum Przedsiębiorczości, przedsiębiorstwa branży doradczej. W 2005 został powołany na podsekretarza stanu w Ministerstwie Rozwoju Regionalnego, stanowisko to zajmował do 2008. Został następnie wiceprezesem zarządu ECP, a także prezesem zarządu fundacji o takiej nazwie, zajmował się również doradztwem przy raportach Banku Światowego.
W 2014 został członkiem rady programowej Prawa i Sprawiedliwości, a w 2015 członkiem Narodowej Rady Rozwoju powołanej przez prezydenta Andrzeja Dudę. 20 listopada 2015 został sekretarzem stanu w Ministerstwie Rozwoju. W grudniu 2015 został pełnomocnikiem premiera do spraw funduszy europejskich i rozwoju regionalnego, a w marcu 2017 pełnomocnikiem rządu do spraw wystawy światowej EXPO 2022 w Łodzi.
9 stycznia 2018 został przez prezydenta powołany na stanowisko ministra inwestycji i rozwoju w rządzie Mateusza Morawieckiego. W marcu 2018 potwierdzono pełnienie przez niego funkcji pełnomocnika premiera do spraw funduszy europejskich i rozwoju regionalnego. Od 20 września do 15 listopada 2019 zajmował stanowisko ministra finansów. Wchodził w tym okresie również w skład Komisji Nadzoru Finansowego.
W styczniu 2020 został prezesem zarządu Polskiego Górnictwa Naftowego i Gazownictwa. Złożył rezygnację z tej funkcji w październiku tego samego roku. W latach 2021–2024 był wiceprezesem zarządu Banku Pekao. W 2023 wszedł w skład rady fundacji Europa Karpat.

## Odznaczenia
W 2021 został odznaczony Krzyżem Kawalerskim Orderu Odrodzenia Polski.